# Кобзарь, Евгений Васильевич
Евгений Васильевич Кобзарь (9 августа 1992, Ставрополь, Россия) — российский футболист, нападающий.

## Карьера
Футболом начал заниматься в родном Ставрополе в ДЮСШ «Кожаный мяч» Романа Павлюченко. В более взрослом возрасте игроку удалось попасть в московский «ЦСКА». В течение 4 сезонов выступал за молодёжную команду «армейцев», однако попасть в основу ему не удалось. В 2012 году на правах аренды выступал за клуб ФНЛ «Химки».
В 2013 году перешёл в коллектив второго дивизиона «Локомотив-2». В 39 матчах ему удалось забить 18 голов. Хорошие выступления за «железнодорожников» помогли ему вернуться в ФНЛ. Там Кобзарь заключил контракт с новичком первенства «Сахалином». По итогам сезона команда покинула ФНЛ.
Летом 2015 года Кобзарь ушёл в «Зенит-Ижевск», однако закрепиться в клубе не смог. Зимой 2016 года оказался в Эстонии, где вошёл в составе одного из лидеров местного чемпионата «Левадии». Дебютировал в матче первого тура против «Флоры». 1 марта 2018 перешёл в клуб чемпионата Латвии «Спартак» Юрмала.